# Pola Museum of Art

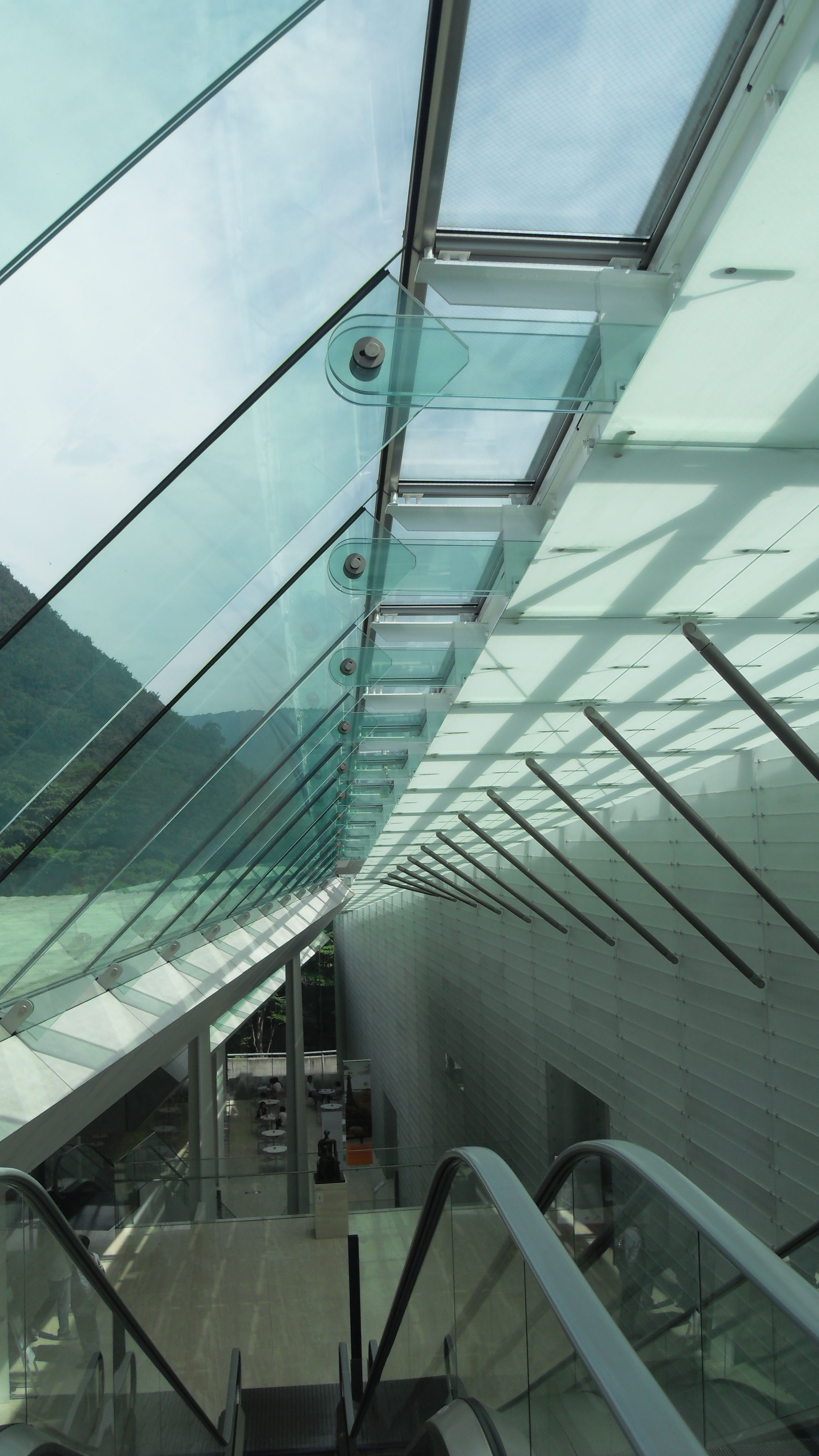
Blick in die Lobby des Pola Museum of Art

Das Pola Museum of Art (jap. ポーラ美術館, Pōra bijutsukan) ist ein Kunstmuseum im Ortsteil Sengokuhara der japanischen Stadt Hakone in der Präfektur Kanagawa. Es befindet sich inmitten eines Waldgebietes im Fuji-Hakone-Izu-Nationalpark an der Präfekturstraße 733 von Gōra nach Sengokuhara. Das Museum geht auf die Initiative des Kosmetik-Unternehmers Suzuki Tsuneshi zurück, dessen Sammlung seinen persönlichen Geschmack widerspiegelt. So gibt es einen umfangreichen Bestand an europäischer Kunst des 19. und 20. Jahrhunderts und Werke japanischer Künstler, die von westlicher Kunst beeinflusst wurden. Darüber hinaus zeigt das Museum Arbeiten aus Glas und Keramik sowie eine kunsthandwerkliche Abteilung mit Kosmetikzubehör.

## Geschichte
Die Geschichte des Museums ist eng mit dem Kosmetikkonzern K.K. Pola Orbis Holdings, Inc. (株式会社ポーラ・オルビスホールディングス) verbunden. Das 1929 von Suzuki Shinobu gegründete Unternehmen widmet sich nach eigenem Selbstverständnis seit seinem Bestehen der Schönheitsforschung und der Schönheitspflege. Der Sohn des Gründers, Suzuki Tsuneshi (1930–2000), entwickelte daraus einen Firmenleitsatz, bei dem das Ziel eine gemeinnützige und friedliche Gesellschaft ist und durch die Förderung von Kultur, Gesundheit und Schönheit anzustreben sei. Vor diesem Hintergrund kam es 1976 zur Gründung des firmeneigenen Instituts zur Erforschung der Kosmetikgeschichte (ポーラ文化研究所, Pōra bunka kenkyūjo, engl. Pola Research Institute of Beauty&Culture), 1979 gefolgt von einer Stiftung für die Förderung der traditionellen japanischen Kultur (ポーラ伝統文化振興財団, Pōra dentō bunka shinkō zaidan, engl. Pola Foundation for the Promotion of Traditional Japanese Culture). Seit 1996 widmet sich zudem die Pola Art Foundation (engl. für ポーラ美術振興財団, Pōra bijutsu shinkō zaidan) der Förderung von jungen Künstlern und dem internationalen kulturellen Austausch. Diese Stiftung ist auch Trägerin des Pola Museum of Art, dem Suzuki Tsuneshi seine in mehr als 40 Jahren zusammengetragene Sammlung von mehr als 9.500 Kunstwerken übergeben hat. Auf der Suche nach einem geeigneten Standort für ein Museum kam Suzuki Tsuneshi auf Hakone, wo nach eigenen Angaben die „Schönheit der Natur mit den Kunstwerken eine Symbiose“ eingehen sollte. Suzuki Tsuneshi orientierte sich bei der Lage des Museums an das Sterling and Francine Clark Art Institute, das er 1953 während seines Studiums in Williamstown (Massachusetts) kennengelernt hatte. Auch dieses Museum befindet sich außerhalb einer Großstadt und ist eingebettet in die Natur. Die Bauarbeiten unter der Leitung des Architekten Yasuda Koichi und des Büros Nikken Sekkei dauerten von April 2000 bis Mai 2002. Die Architektur des Gebäudes wurde 2003 mit dem DuPont Benedictus Award ausgezeichnet. Die Eröffnung fand im September 2002 statt. Seit dem Tod des Museumsgründers im November 2000 leitet sein Neffe Suzuki Satoshi die Pola Art Foundation.

## Gebäude

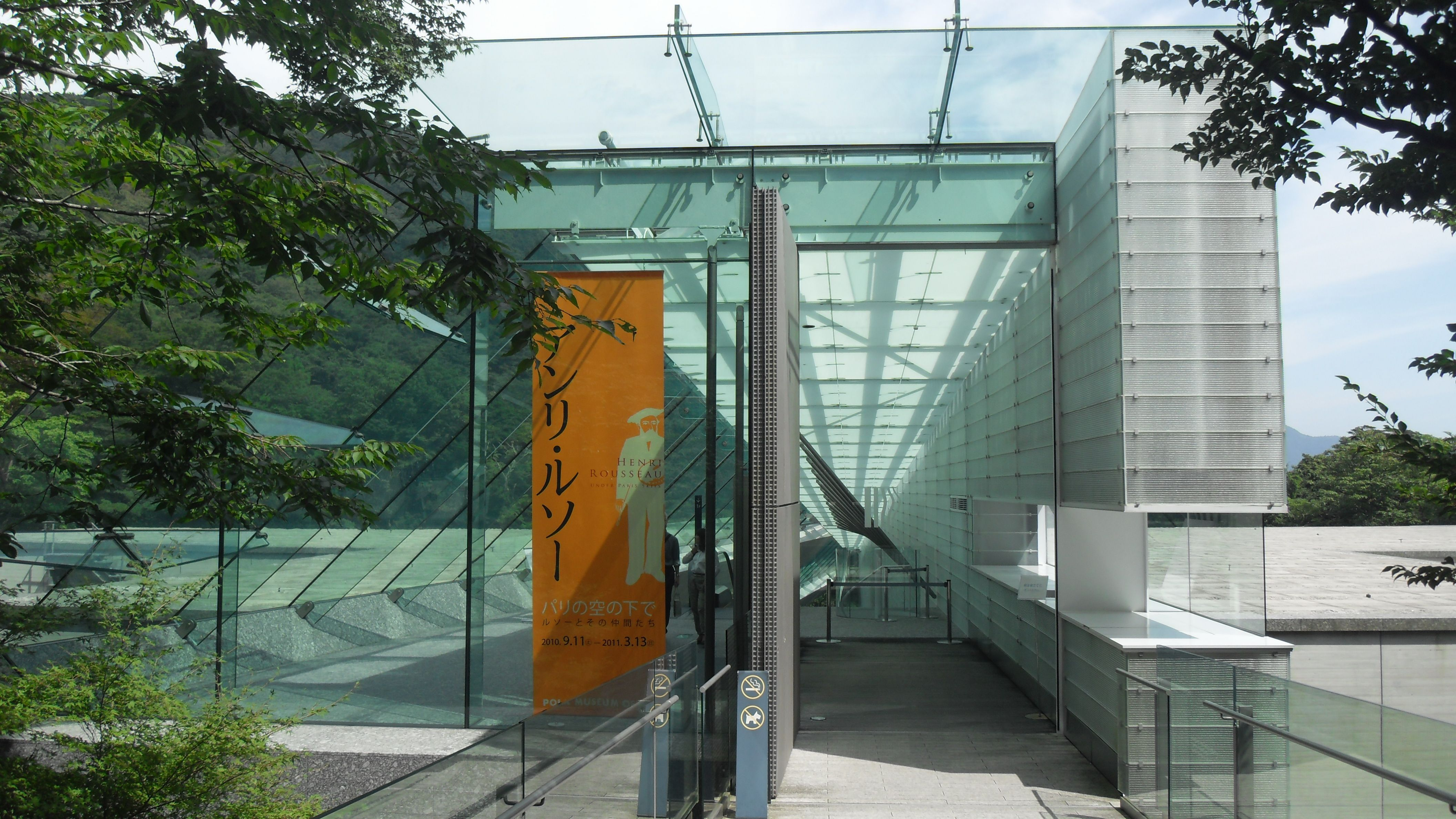
Eingang des Pola Museum of Art

Das Museum befindet sich in einem durch 300 Jahre alte Buchen und Scheinkamelien geprägten Waldgebiet im Fuji-Hakone-Izu-Nationalpark. Das Grundstück in Hakone liegt an der Straße zwischen den Ortsteilen Gōra nach Sengokuhara. Der für das Museum vorgesehene Baugrund lag unterhalb des Straßenniveaus und die Planungen sahen ein sich in die Landschaft einpassendes Gebäude vor. Um einen möglichst großen Schutz vor Erdbeben zu gewährleisten, ist im Erdreich ein Trichter aus mehreren Betonringen erbaut worden, deren oberer Durchmesser 74 Meter beträgt. In diese runde Betonkonstruktion ist das eigentliche Gebäude an 16 tragenden Punkten auf Gummi gestützt eingehängt, wobei die zweieinhalb unteren Stockwerke des Museums innerhalb dieser Betonschale liegen und nur die oberen zweieinhalb Stockwerke aus dieser Konstruktion herausragen. Oberhalb des Bodenniveaus erreicht das insgesamt fünfstöckige Gebäude so nur eine Höhe von acht Metern, wodurch das Ziel eines sich in die Landschaft einpassenden Baus erreicht wurde.
Von der Straße aus ist das Museum über einer Brückenkonstruktion zu erreichen, von der die Besucher in das oberste Stockwerk gelangen, das lediglich aus einem kleinen Eingangsbereich besteht. Von hier geht der Weg über Rolltreppen herunter in die vierte Etage, in der sich der Kassenbereich, eine Buchhandlung und das Museumsrestaurant befinden. Eine Etage tiefer sind ein Vortragssaal, ein Ausstellungsraum, das Museumscafé, ein Souvenir- und ein Informationsstand untergebracht. Diese Etage ist wie das darunter befindliche Stockwerk kreuzförmig um das Atrium mit seinen Rolltreppen angeordnet. Im bereits vollständig unterirdischen zweiten Stockwerk liegen vier weitere Galerieräume. Das unterste Stockwerk enthält die Versorgungseinrichtungen und ist für Besucher nicht zugänglich.

## Sammlung
Die Sammlung ist geprägt vom Geschmack und den Interessen des Museumsgründers. So „vereint“ es rund 400 Gemälde europäischer Künstler des 19. und 20. Jahrhunderts mit westlich-orientierter Malerei aus Japan. Daneben zeigt das Museum Skulpturen, alte asiatische und moderne japanische Keramiken, Arbeiten aus Glas sowie historisches und modernes Kosmetikzubehör.

### Europäische Malerei

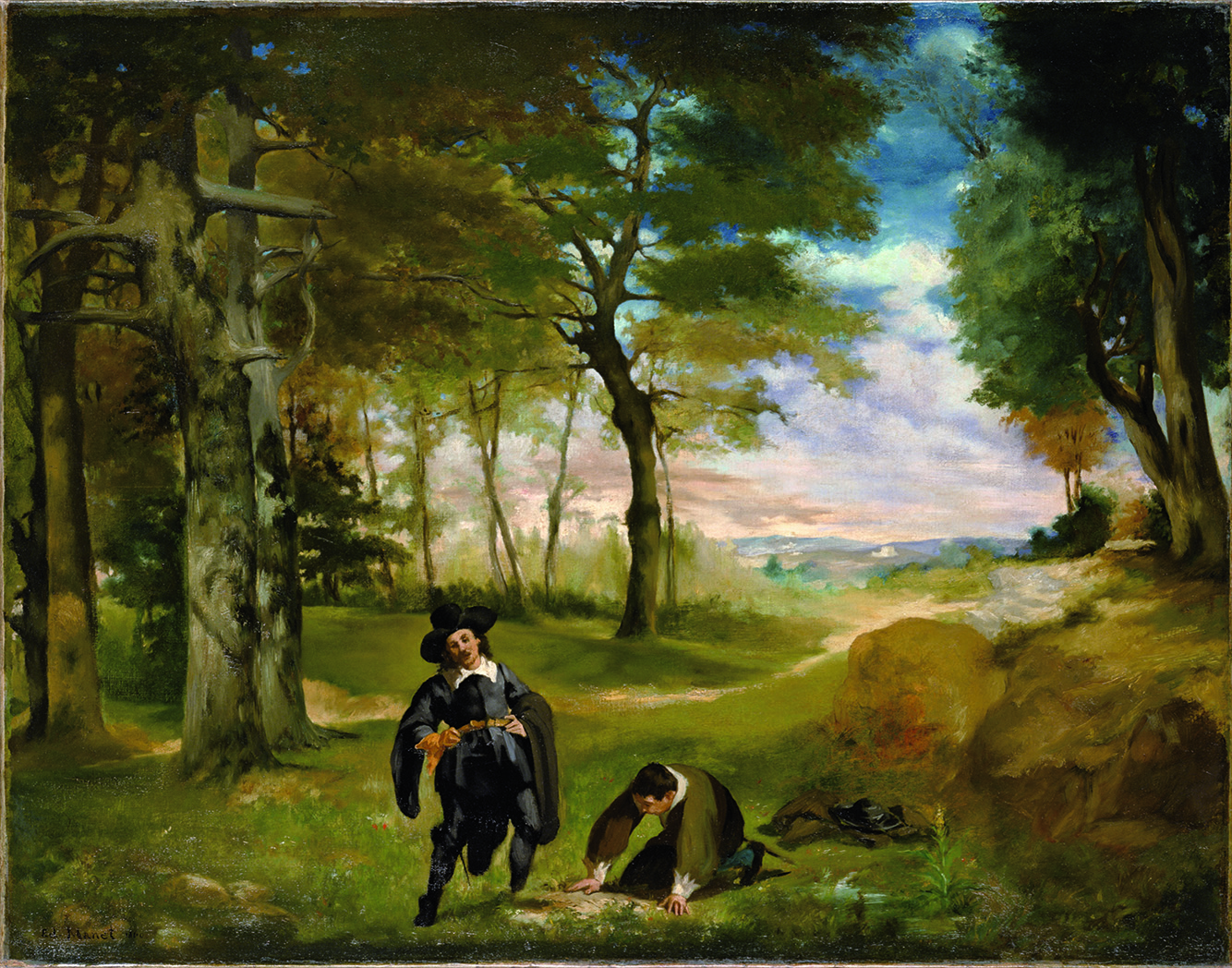
Édouard Manet:
Die Schüler von Salamanca

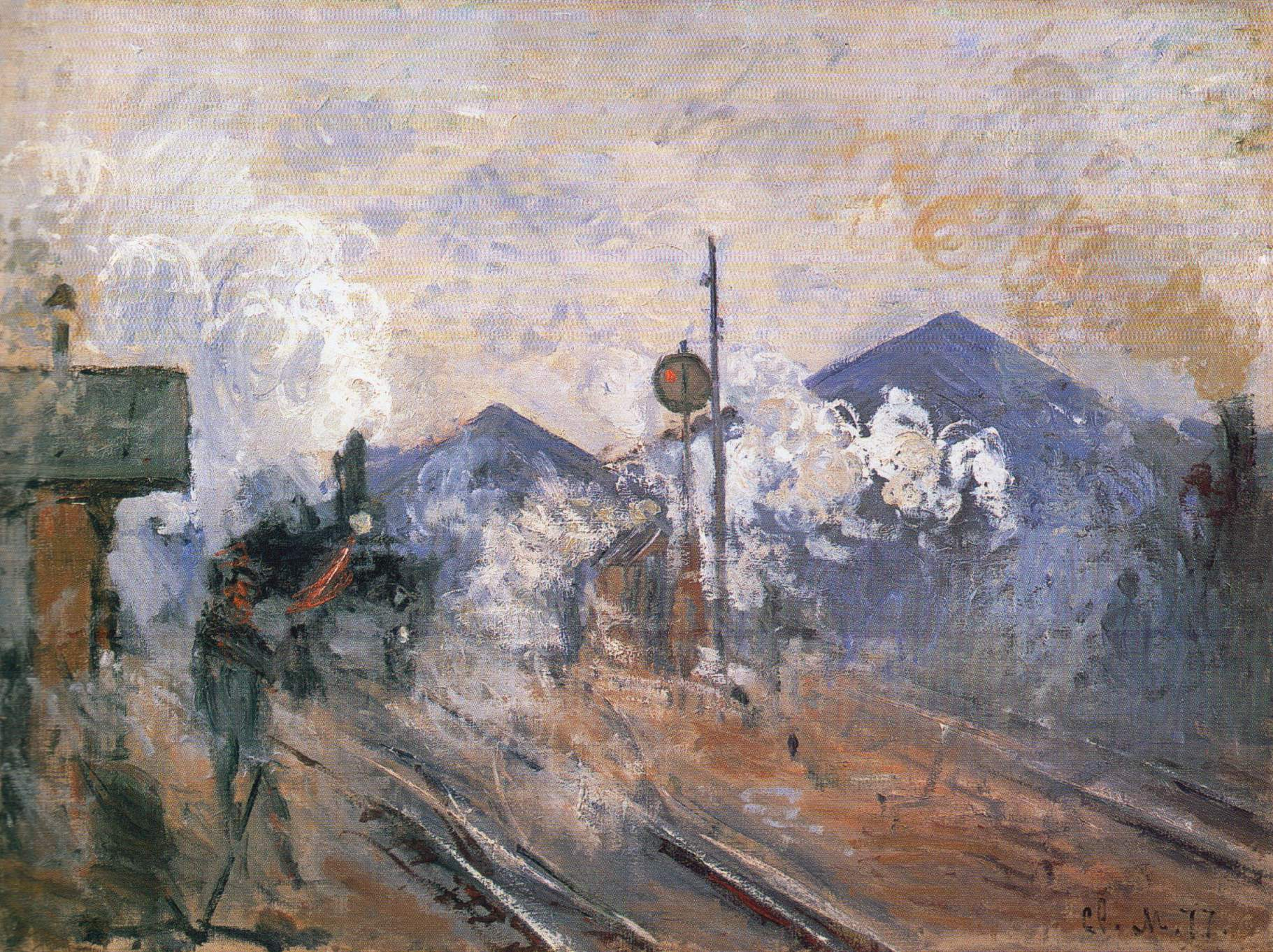
Claude Monet:
Bahngleise am Bahnhof Saint-Lazare

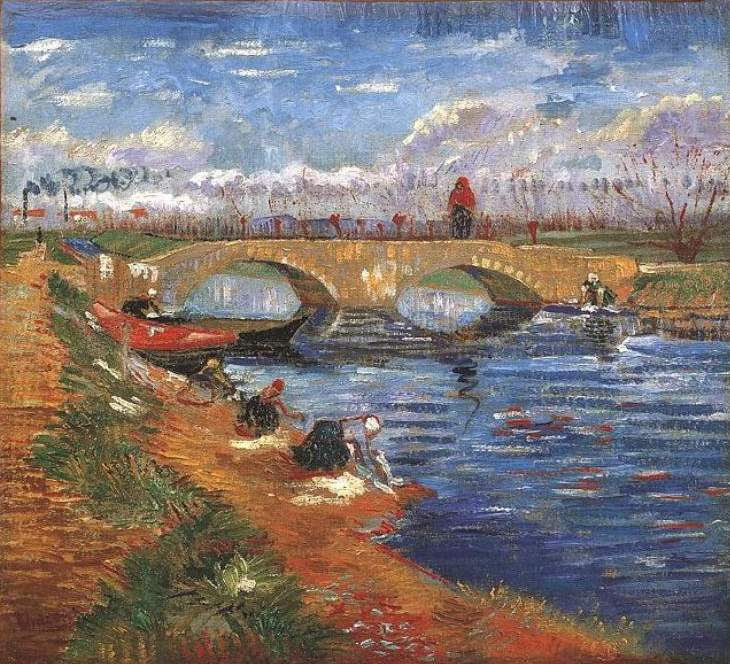
Vincent van Gogh:
Pont de Gleize bei Arles

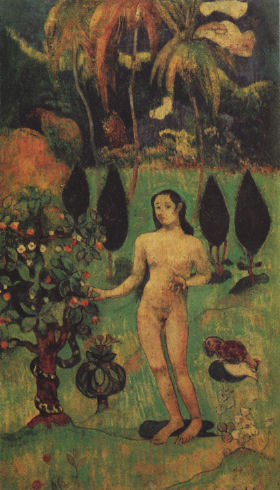
Paul Gauguin:
Exotische Eva

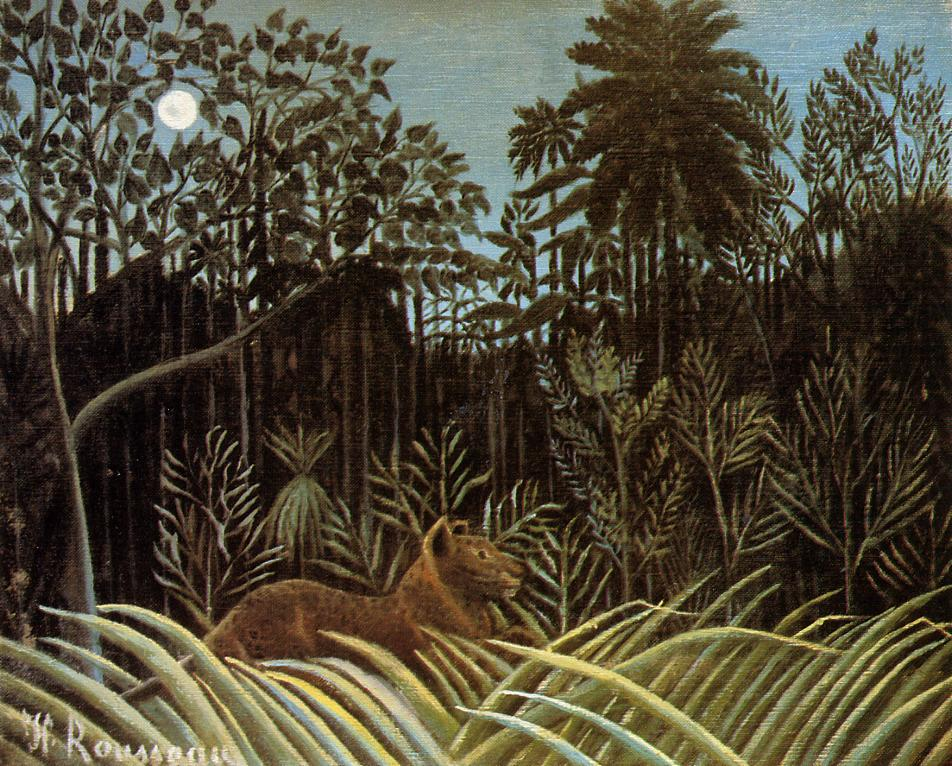
Henri Rousseau:
Löwe im Urwald

Zu den frühesten europäischen Gemälden im Museum gehört das um 1827 entstandene Bild Kopf eines Mannes, eine Studie zu Die Apotheose des Homer, von Jean-Auguste-Dominique Ingres. Hieran schließt sich zeitlich und thematisch das Gemälde Hippokrates weist die Geschenke des persischen Königs zurück. Von Jean-Baptiste Camille Corot sind in der Sammlung die beiden Landschaftsbilder Mädchen in einem Wald und Rückkehr einer kleinen Kuhherde zu finden. Hinzu kommen zwei Werke von Honoré Daumier: Trinkende Jäger und Drei Bürger. Gustave Courbet, der Hauptvertreter des Realismus in Frankreich, ist mit den Landschaftsbildern Schneeeffekt mit Rehen, Landschaft mit Felsen und Die Wellen vertreten.
Bereits am Übergang zum Impressionismus stehen die zwei Meeresansichten von Eugène Boudin Blick auf die Île Tristan, Morgen und Ufer und Schiffe bei Daoulas. Von Édouard Manet besitzt das Museum zwei Arbeiten: Die Schüler von Salamanca aus dem Frühwerk des Künstlers und das impressionistische Pastell Frau auf einer Bank aus der letzten Schaffensphase. Von Manets Malerfreund Edgar Degas gibt es neben den Gruppenporträts M. und Mme Louis Rouart (Studie) und Die Familie Mante eine Frau bei der Toilette. Hinzu kommen mehrere Bilder mit Ballettszenen: Im Balletsaal, Tänzerinnen, Zwei Tänzerinnen, Zwei Tänzerinnen mit ausgestreckten Armen und Zwei sich ausruhende Tänzerinnen. Ebenfalls eine größere Werkgruppe besitzt das Museum von Pierre-Auguste Renoir. Zu sehen sind Araber auf Eseln, Mädchen beim Muschel fischen, La Coiffure, Mädchen mit Schleifenhut, Landschaft bei Cagnes, Landschaft bei Essoye, früher Morgen, das Stillleben Anemonen sowie die Aktbildnisse Badende junge Frau, Ruhende Nackte mit Dienerin beim Tee servieren, Nach dem Bad und Badende.
Über einen Zeitraum von fast 40 Jahren erstrecken sich die zahlreichen Werke von Claude Monet im Museum. Zwar fehlen Porträts dieses Künstlers in der Sammlung, dafür verdeutlichen vor allem die Landschaftsbilder der Sammlung besonders gut die künstlerische Entwicklung des Malers. Noch ohne die leuchtenden Farben des Impressionismus zeigt das Bild Der Zug von 1872 eine nordfranzösische Landschaft mit Industrieanlagen. Im Gegensatz hierzu gibt das drei Jahre später entstandene Gemälde La Promenade die Natur der Flusslandschaft bei Argenteuil wieder. Ähnliches Motive sind das 1877 entsandte Werk Blumen am Ufer, Argenteuil und das ein Jahr spätere Die Insel La Grande Jatte. Aus einer Reihe von in Paris entstandenen Eisenbahnmotiven stammt Bahngleise am Bahnhof Saint-Lazare. Zudem besitzt das Museum Sonnenuntergang an der Seine im Winter, Sonnenuntergang bei Etretat und Landschaft, Varengeville. An Monets letztem Wohnort sind die Bilder Getreideschober bei Giverny, Winter in Giverny, Japanische Brücke mit Seerosenteich, Das rosa Skiff und Seerosenteich entstanden. Von Monets Reisen zeugen die Stadtansichten Kathedrale von Rouen, das Londonbild House of Parliament, Symphonie in Rosa und die Venedigansicht Der Rio della Salute. Zudem besitzt das Museum zwei Stillleben Gladiolen von Monet.
Von zwei weiteren Malern des Impressionismus sind charakteristische Landschaftsbilder in der Sammlung. Das Museum zeigt von Alfred Sisley Brücke über die Sèvre, Tränke bei Marly, Der Fluss Loing bei Saint-Mammes und Ufer des Loing, Morgen. Von Camille Pissarro sind Straße nach Eragny, Blühender Birnbaum bei Eragny, Morgen und Weg bei Ennery zu sehen. Hieran schließen sich thematisch die Werke Pontcharraud bei Schnee und Promenade bei Robinson von Armand Guillaumin und Schaf unter Bäumen von Gustave de Smet an. Bereits zum Spätimpressionismus zählen die Werke von Gustave Loiseau Der Fluss Oise bei Pontoise, Pontoise, Der Flus Sausseron, Nesles-la Vallée, Bedeckter Wetter, Nesles-la-Vallée und von Henri Martin Marie-Louises Haus, Labastiede-du-Vert, Paris bei Schnee, Brücke bei Labastiede-du-Vert, Landschaft bei Luzech und Dorfstraße sowie von Henri Le Sidaner das Stillleben Die drei Rosen.
Zu den Werken des Pointillismus gehören Ebbe bei Grandcamp von Georges Seurat, Hafenbecken und Brücke von Auxerre von Paul Signac, Waldszene von Henri Edmond Cross sowie Nackte, das Haar kämmend und Liegender Akt im Gras von Hippolyte Petitjean. Aus sehr unterschiedlichen Werkphasen sind Arbeiten von Paul Cézanne zu sehen. Neben einer auf Anfang der 1860er Jahre datierten Religiösen Szene gibt es aus den 1870ern Häuser in Auvers-sur-Oise, Portrait de Antony Valabregue, Vier Badende und Landschaft in der Provence. Hinzu kommen ein Ende der 1880er entstandenes Stillleben und ein Harlequin sowie aus den 1890ern Stillleben mit Flasche und Stillleben mit Zuckerdose und Birnen.
Von Vincent van Gogh sind in der Sammlung das Stillleben Vase mit Disteln, das Landschaftsbild Pont de Gleize bei Arles und die Ölstudie Grasbüschel zu sehen. Hinzu kommen von Paul Gauguin die in Frankreich entstandenen Bilder Das weiße Tischtuch, Pension Gloaner und Waldweg sowie die Südseemotive Exotische Eva und Landschaft mit drei Hütten und Hund. Von Gauguins Freund Henry Moret besitzt das Museum die bretonischen Landschaftsbilder Blick auf Loqueltas und Die Bucht von Saint Thamec, Finistère. Aus dem Pariser Nachtleben stammen die Motive zu den Gemälden von Henri de Toulouse-Lautrec Porträt einer Prostituierten, Im Moulin de la Galette und Tänzerin in ihrer Garderobe.
Zum Symbolismus gehört eine Gruppe von Werken des Malers Odilon Redon. Neben Stillleben wie Anemonen, Blumen in japanischer Vase und Stillleben mit Blumen und Früchten, gibt es Landschaftsbilder wie Meeresansicht in der Bretagne, Segelboote, und Landschaft in der Bretagne. Zudem sind mythologische Bilder wie Ikarus, Die Geburt der Venus und Der Wagen des Apollo zu sehen. Von Henri Rousseau, einem der Hauptvertreter der Naiven Kunst, besitzt das Museum ebenfalls mehrere Arbeiten. Neben bekannten Dschungelmotiven wie Eva im Garten Eden und Löwe im Urwald gibt es vor allem Landschaftsbilder aus Paris und der Umgebung wie Charenton-le-Pont, Landschaft mit Luftschiff und Doppeldecker, Die Moulin d’Alfort, Ansicht des Eiffelturm und des Trocadero sowie eine Ölskizze zu Vue du Parc Montsouris (Der Kiosk). Eine weitere Parisansicht in der Sammlung ist die Rue Chappe von Maurice Utrillo. Weitere Landschaftsbilder stammen von Albert Marquet: Place du Carrousel, Pars, Straße nach Telemly, Palais Consulaire in Algier, Hafenansicht Algier, Hafenansicht Boulogne-sur-Mer und Wintersonne, Paris.
Weitere Arbeiten im Museum sind Kopf eines Jungen von Eugène Carrière, Selbstporträt mit Hund von Edvard Munch, Portrait de Valentine Tessier von Marie Laurencin, Crepuscule von Georges Rouault und ein Selbstporträt des gebürtigen Japaners Tsuguharu Foujita. Auch Werke anderer in Frankreich lebende Ausländer sind in der Sammlung zu sehen. So von den aus Russland stammenden Marc Chagall die Bilder Dorfbäcker, Über der Stadt, Witebsk und Ich und das Dorf und von Chaim Soutine die Werke Porträt eines Kindes in Blau, Friedliche Landschaft und Mädchen im blauen Kleid. Der aus Bulgarien stammende Jules Pascin ist mit den Arbeiten Renée und Marcel, Mädchen mit einem Obstteller, Mädchen und Mutter und Kind vertreten und vom Italiener Amedeo Modigliani gibt es Portrait of Lunia Czechowska, Renée und Portrait de femme (Mme C.D.). Hinzu kommen aus fast allen Schaffensperioden Bilder von Pablo Picasso. Zu finden sind aus der Blauen Periode das Gemälde Mutter und Kind am Meer, ein kubistisches Bild Mädchenkopf mit einem Hut mit Traubendekoration und das klassizistische Werk Mutterschaft. Weiterhin gibt es das Kinderbildnis Paulo als Pierrot mit Blumen und das unter dem Eindruck des Spanischen Bürgerkriegs entstandene Gemälde Blumenverkäufer. Zum Spätwerk gehört ein nach dem Vorbild Manets gemaltes Le déjeuner sur l’herbe. Darüber hinaus besitzt das Museum das kubistische Stillleben mit Guitarre von Georges Braque, das Landschaftsbild Chatou von Maurice de Vlaminck, eine Frau im Bad, Harmonie in Blau von Pierre Bonnard, das Interieurbild Das Atelier des Künstlers von Édouard Vuillard sowie Die Laute von Henri Matisse. Zudem sind das abstrakte Bild Ohne Zuspruch von Wassily Kandinsky und eine kleine Gruppe mit Arbeiten des Surrealismus in der Sammlung. Hierzu gehören Personen und Vogel in der Nacht von Joan Miró, Unsichtbarer Schläfer, Pferd und Löwe von Salvador Dalí, Hektor und Andromache von Giorgio de Chirico und Der Lauf der Zeit von René Magritte.

### Japanische Malerei

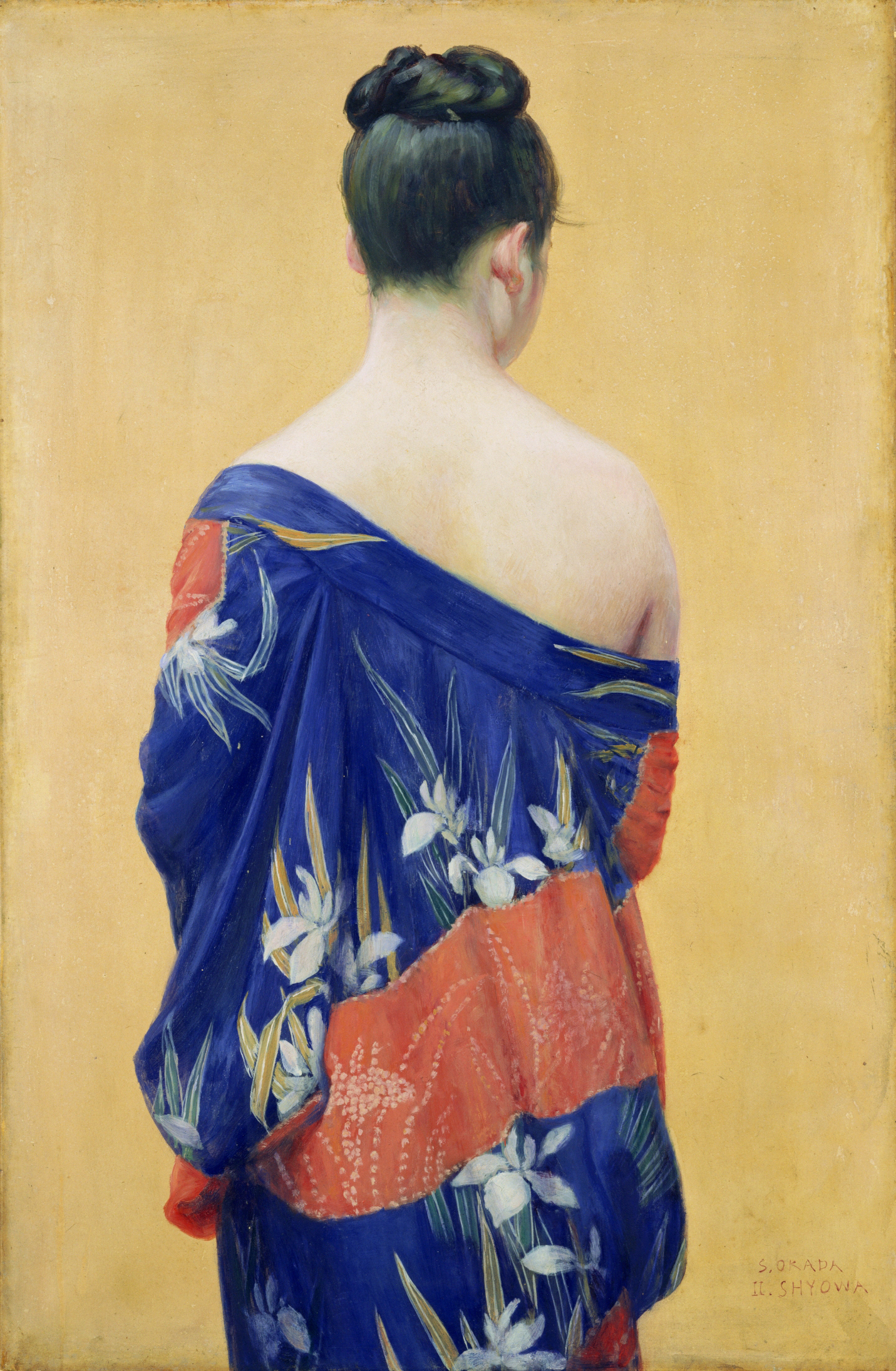
Okada Saburōsuke:
Kimono mit Irisblüten

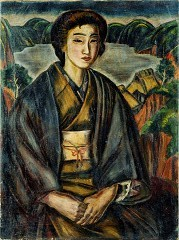
Murayama Kaita:
See und Frau

Das Museum zeigt in seiner Abteilung für japanische Malerei überwiegend Kunstwerke, die unter dem Einfluss westlicher Kunst entstanden sind. Mit dem Ende der Abschließung Japans begannen japanische Künstler, teilweise bei Besuchen in Europa, sich von der traditionellen japanischen Kunst abzuwenden und die aktuellen Strömungen europäischer Kunst aufzunehmen. Die Künstler variieren hierbei von der Übernahme einzelner Arbeitsweisen bis zur völligen Adaption von Malweise und Motiv.
Zu den Künstlern, die Bildaufbau und Malweise von der europäischen Malerei übernommen haben, gehört Asai Chū. In seinem Gemälde Ebene von Musashino von 1898 wählte er als Thema hingegen eine Jagdszene mit Samurai in seiner japanischen Heimat. Ein ähnliches Sujet zeigt Koyama Shōtarō in Herbstliche Szene mit Reitern in einem Dorf von 1890. Von Takahashi Yuichi zeigt das Museum Herbstblätter in Takinogawa, etwa 1877, und das Nachtstück Kormoranfischer von 1892. Auch in den Porträts bevorzugten verschiedene Künstler zwar die westliche Malweise, zeigten hingegen ihre Modelle in traditioneller japanischer Kleidung. Beispiele im Museum sind die Arbeiten Bildnis von Reiko, sitzend von Kishida Ryūsei aus dem Jahr 1919, dass ein Interieur mit einem Mädchen zeigt, Kimono mit Irisblüten von Okada Saburōsuke, eine in Rückansicht wiedergegebene Japanerin oder das Profil einer Frau von Fujishima Takeji, der in seinem um 1926–1927 entstandenen Bild eine traditionell gekleidete Japanerin vor einer Landschaft zeigt. Ebenfalls in westlicher Malweise, diesmal hingegen als Aktdarstellung zeigt Kuroda Seiki in Die Wiese von 1907 den nackten Oberkörper einer im Gras liegenden Frau mit einer Blume in der Hand.
Von den zeitweilig in Europa tätigen Künstlern zeigten sich nur wenige von der klassischen europäischen Malerei beeindruckt. Dennoch findet sich hierauf vereinzelt ein Hinweis, wie beispielsweise beim Gemälde Nackte in Rückenansicht von Maeta Kanji. Dieses um 1927 entstandene Werk lässt deutlich das Vorbild Die große Odaliske von Jean-Auguste-Dominique Ingres im Pariser Louvre erkennen. Im selben Museum fand Murayama Kaita das Vorbild für sein Bild See und Frau von 1917. Die Bildkomposition einer sitzenden Frau mit in den Schoß gelegten Händen vor einer Landschaft übernahm er von der Mona Lisa – nur zeigt Murayama seine Porträtierte in traditioneller japanischer Kleidung.
Weniger deutlich lassen sich Vorbilder bei den Stillleben zuordnen. So zeigt Koide Narashige in seinem Stillleben von 1924 in der Tradition europäischer Maler verschiedene Gemüse, einen Kerzenleuchter und eine Kristallschale auf einem Tisch, ohne das dieses Bild einem bestimmten Künstler zuzuordnen wäre. Ähnlich verhält es sich bei zwei Rosenstillleben in der Sammlung. Das eine, mit einer Blumenvase in einer Zimmerecke als Motiv, stammt von Wada Eisaku aus dem Jahr 1926, das andere ist von Yasui Sōtarō von 1954 und zeigt die Blumen in einer Vase auf einem Tisch.
Der Impressionismus prägte japanische Künstlers in besonderem Maße. Im Museum sind hierzu zwei Beispiele zu sehen, in denen sich Künstler auf den Franzosen Pierre-Auguste Renoir bezogen. Nakamura Tsune zeigt im Gemälde Am Brunnen von 1920 Badende, wie sie auch Renoir als Thema wählte und Umehara Ryūzaburō stellt in Nackte Frauen beim Frisieren von 1928 eine Szene dar, die ähnlich auch in Renoirs Werk zu finden ist. Ein anderes Vorbild wählte Mitsutani Kunishiro, der in Nackte Frau unter einem Baum von 1921 den Einfluss von Paul Gauguin erkennen lässt. Wenig später entstand Entrée de Rue du Chateau von Saeki Yuzō. Die um 1925 gemalte Pariser Stadtansicht ist im Stile der Bilder von Maurice de Vlaminck gemalt, den Saeki zuvor getroffen hatte. Eine weitere Stadtansicht ist Canal von Oka Shikanosuke. In diesem Ansicht von 1927 ist der Canal Saint-Denis im Stil von Georges Seurat zu sehen. Eine weitere Kanalansicht, Jean Jaurès, Quai de Jemmape von 1958, stammt von Ogisu Takanori. Während sich die meisten japanischen Künstler zu Beginn des 20. Jahrhunderts während ihres Europabesuches in Frankreich aufhielten, unternahmen einige Maler auch Abstecher in andere Länder. Hiervon zeugt das Gemälde Zypresse von Fujishima Takeji, der in diesem Bild von 1908 den Garten der Villa Falconieri in Frascati zeigt.
Wie sehr die japanischen Künstler die aktuelle Malerei ihrer Zeit in Europa aufnahmen, zeigen weitere Werke der Sammlung. So erinnert das 1918 entstandene Gemälde Dorf unter Bäumen von Yorozu Tetsugorō an frühe Arbeiten von Wassily Kandinsky, während sich Koga Harue in seinem Bild Weiße Muschel von 1932 auf Giorgio de Chirico bezieht. Ebenfalls aus dem Jahr 1932 stammt Junger Clown von Migishi Kotarō. Er orientierte sich sowohl beim Motiv, wie in der Malweise an Georges Rouault, der das Clownmotiv mehrfach variierte. 1938 entstand Nach dem Bade von Kuniyoshi Yasuo, worin der Einfluss des bulgarischen Malers Jules Pascin zu erkennen ist, der mit Kuniyoshi befreundet war.
Bedingt durch den Zweiten Weltkrieg zogen sich die japanischen Künstler aus Europa zurück. Stattdessen kamen einige Künstler nach China, das von japanischen Truppen besetzt war. Zu ihnen gehörte Umehara Ryūzaburō, der 1940 Liyun malte. Das Bild zeigt eine Frau mit Fächer auf einem Sofa sitzend, während im Hintergrund die Verbotene Stadt in Peking zu sehen ist. Ebenfalls während der japanischen Besetzung entstand Szene in China von 1944, indem Yasui Sōtarō eine chinesische Tempelanlage im Sonnenlicht zeigt.
In der japanischen Nachkriegsmalerei sind europäische Einflüsse weniger deutlich erkennbar. Dennoch finden sich in zwei Landschaftsdarstellungen der Region Hakone, in der sich auch das Pola Museum befindet, Einflüsse des Franzosen Paul Cézanne. So ist im 1958 entstandenen Herbst in Hakone von Kojima Zenzaburō zwar die Landschaft mit dem Ashi-See wiedergegeben, aber eine Anlehnung an das Montagne Sainte-Victoire in Cézannes Heimat ist deutlich. Auch in Berg Komagatake, Hakone von 1977 des Malers Nakagawa Kazumasa ist das Vorbild Cézannes – vor allem in der Malweise – deutlich. 1967 griff Takayama Tatsuo in seinem Werk An der Wasserstelle zurück auf die Malweise von Paul Gauguin, während er sich 1972 in Träume der Morgenröte eher an chinesischer Malerei orientierte. Gelegentlich ist allerdings ein europäisches Motiv zu finden, wie in Haus in Ribe von 1963, dass Higashiyama Kaii bei einem Besuch in Dänemark schuf.
Andere Künstler entdeckten den Reiz außereuropäischer Regionen für sich. So ist im Gemälde Wasser von Sugiyama Yasushi eine Ägypterin mit Wasserkrug auf dem Kopf und mit dem Nil als Hintergrund zu sehen. Das Motiv entstand nach einem Ägyptenaufenthalt im Jahr 1965. Vom selben Künstler gibt es in der Sammlung zudem das Bild Schimmerndes Wasser von 1992, das zwei Wasserbüffel zeigt, wobei auf einem eine Inderin sitzt. Eine Kamel- und Eselskaravane ist das Motiv des Gemäldes Reise durch das Iranische Hochland von Hirayama Ikuo von 1995. Zu den Künstlern, die verschiedene kulturelle Einflusse in einem Werk vereinigen, gehört Yasuda Yukihiko. In seinem Interieur von 1963 zeigt er eine chinesische Vase, einen persischen Keramikteller und ein japanisches Wandbild. Darüber hinaus zeigt das Museum Bilder wie Pfingstrosen (um 1961–1963) von Maeda Seison, das eher an traditionelle japanische Kunst anknüpft, oder  Teich (1968) von Tokuoka Shinsen, bei dem nahezu abstrakt Wasserlilien und ein Fisch zu sehen sind.

### Skulpturen
In der kleinen Abteilung für Skulpturen sind fast ausnahmslos französische Künstler des ausgehenden 19. und beginnenden 20. Jahrhunderts zu finden. Von Edgar Degas hat das Museum eine Spanische Tänzerin, die der Künstler um 1885–90 in Marmor fertigte. Degas’ Impressionistenkollege Pierre-Auguste Renoir schuf 1918 die Bronzeskulptur einer Tänzerin mit Schleier. Die berühmte Skulpturengruppe Die Bürger von Calais von Auguste Rodin ist im Museum in einer mit 72 cm Höhe verkleinerten Ausführung in Bronze zu sehen. Vom selben Künstler gibt es zudem eine Marmorbüste der Madame Nathalie de Goloubeff von 1905.
Emile Antoine Bourdelle ist gleich mit drei Arbeit im Museum zu sehen. Hierzu gehören ein Bacchant, eine Pariserin und eine Jungfrau mit Kind. Mit einer Studie in Bronze zur weiblichen Skulptur La France besitzt das Museum darüber hinaus eine Arbeit von Aristide Maillol. Neben diesen Arbeiten französischer Bildhauer zeigt das Museum zwei Werke des japanischen Künstler Takamura Kotarō. Neben einer Bronzearbeit Sitzenden nackten Frau aus dem Jahr 1917 stellt das Museum eine Studie einer Hand aus dem Jahr 1952 aus.

### Arbeiten aus Glas und Keramik
In der Sammlung für Glasarbeiten sind vor allem zwei westliche Kunsthandwerker aus der Zeit um 1900 vertreten. Von dem Franzosen Emile Gallé zeigt das Museum überwiegend farbige Vasen und Gläser, aber auch Lampen und eine kleine Hundeskulptur. Vom Amerikaner Louis Comfort Tiffany besitzt das Museum ebenfalls mehrere Vasen, die überwiegend florale Motive in Form und Farbe aufweisen.
Bei den Keramiken finden sich vor allem Arbeiten aus China. Zu den ältesten Stücken gehört eine mit Wolkenmotiven verzierte Tonvase der frühen Han-Dynastie aus dem 2. oder 1. vorchristlichen Jahrhundert. Aus der Tang-Dynastie besitzt das Museum aus dem 7. Jahrhundert eine bemalte Tonfigur, die eine Tänzerin darstellt, sowie ein aus glasierter Tonware hergestellte Pferdefigur aus dem 8. Jahrhundert. Mehrere Stücke der nördliche Song-Dynastie sind auf die Zeit um das 12. Jahrhundert datiert. Darunter sind aus glasiertem Ton gefertigte Objekte wie verschiedene Schalen, eine grünliche Vase mit dunklen Blumenmotiven sowie ein weißer Porzellankrug. Typisch für das Porzellan der Ming-Dynastie sind reich bemalte Arbeiten, von den das Museum verschiedene Gefäße zeigt. Weißes Porzellan (Vasen und Teller) mit aufwendiger Malerei aus der Qing-Dynastie ist ebenfalls in der Sammlung vorhanden. Zudem besitzt das Museum einige Keramiken aus Korea aus dem 12. und 13. Jahrhundert, der Goryeo-Periode. Weiterhin gehören Arbeiten moderner japanischer Keramikkünstler, beispielsweise von Hamada Shōji, zur Sammlung.

### Kosmetikzubehör
Eine Besonderheit des Pola Museum of Art ist die kleine kunsthandwerkliche Abteilung mit Kosmetikzubehör. Hier wird besonders deutlich, wie sehr die persönlichen Vorlieben des Sammlers Suzuki für die Auswahl der Kollektion ausschlaggebend waren. Zu den herausragenden Stücken dieser Abteilung gehören mehrere Flakons aus der Werkstatt von Emile Gallé. Diese mit floralen Motiven verzierten Glasarbeiten stammen aus der Zeit vom Ende des 19. bis zum beginnenden 20. Jahrhunderts. Etwa zeitgleich, aus den Jahren 1903–1907, stammt eine Serie mit Silberarbeiten wie Flakons, kleine Dosen, Bürsten und Spiegel des englischen Herstellers Goldsmiths and Silversmiths Company. Weitere Stücke dieser Abteilung sind Gefäße aus Bettignies-Porzellan oder japanische Lackarbeiten.